# Liste des normes de l'Union internationale des télécommunications
Les normes et recommandations principales de l'Union internationale des télécommunications (UIT-T) sont :

## E - Opérations générales sur les réseaux, les services de téléphonie, les opérations de service et les facteurs humains
- E.123 Notation des numéros téléphoniques nationaux et internationaux, des adresses électroniques et des adresses Web
- E.164 Plan de numérotage des télécommunications publiques internationales 
  - Supplément 2 - Portabilité des numéros

## F - Services de télécommunication non téléphoniques
- F.300 Caractéristiques du service de Vidéotex

## G - Systèmes de transmission et média, systèmes numériques et réseaux
Souvent appelés uniquement G-standards. Les standards G.711, G.721, G.722 et variantes, G.723.1, G.726, G.727, G.728 et G.729 définissent des solutions de codage et de compressions de la voix. Les standards G.991.2, G992 et variantes définissent des solutions de ligne d'abonné numérique (DSL digital subscriber line en anglais.)
- G.164 Suppresseurs d'écho
- G.165 Annuleurs d'écho
- G.703 Caractéristiques physiques et électriques des jonctions numériques hiérarchiques
- G.707 Interface de nœud de réseau pour la hiérarchie numérique synchrone
- G.709 Interfaces pour le réseau de transport optique (RTO)
- G.711 Modulation par impulsions et codage (MIC) des fréquences vocales
- G.721 Modulation par impulsions et codage différentiel adaptatif (MICDA) à 32 kbit/s -ADPCM en anglais, remplacée par G.726
- G.722 Codage audiofréquence à 7 kHz à un débit inférieur ou égal à 64 kbit/s
- G.722.1 Codage à faible complexité aux débits de 24 et 32 kbit/s pour utilisation en mains-libres sur les systèmes à faible perte de trames
- G.722.2 Codage vocal à large bande à 16 kbit/s environ par codage adaptatif multidébit à large bande AMR-WB utilisé sur les réseaux mobiles
- G.723.1 Codeur vocal à double débit pour communications multimédias acheminées à 5,3 kbit/s et à 6,3 kbit/s - CELP en anglais
- G.726 Modulation par impulsions et codage différentiel adaptatif (MICDA) à 40, 32, 24, 16 kbit/s - ADPCM en anglais
- G.727 Modulation par impulsions et codage différentiel adaptatif (MICDA) imbriqué à 5, 4, 3 et 2 bits par échantillon - ADPCM  en anglais, variante de G.726
- G.728 Codage de la parole à 16 kbit/s en utilisant la prédiction linéaire à faible délai avec excitation par code- LD-CELP en anglais
- G.729 Codage de la parole à 8 kbit/s par prédiction linéaire avec excitation par séquences codées à structure algébrique conjuguée - ACELP en anglais
- G.729.1 Codeur intégré à débit variable basé sur le vocodeur G.729: Codeur à flux binaire modulable à large bande à 8-32 kbit/s interopérable avec le codeur G.729
- G.957 Interfaces optiques pour des équipements liés à la hiérarchie numérique synchrone (SDH).
- G.991.2 Émetteurs-récepteurs pour ligne d'abonné numérique à haut débit sur paire unique (SHDSL)
- G.992.1 Émetteurs-récepteurs de ligne d'abonné numérique asymétrique (ADSL) - G.DMT
- G.992.2 Émetteurs-récepteurs de ligne d'abonné numérique asymétrique sans filtre séparateur (ADSL) G.Lite
- G.992.3/4 Émetteurs-récepteurs de ligne d'abonné numérique asymétrique 2 ADSL2
- G.992.5 Émetteurs-récepteurs de ligne d'abonné numérique asymétrique (ADSL) - ADSL2 à largeur de bande étendue ADSL2+
- G.1030 Évaluation de la qualité de fonctionnement de bout en bout dans les réseaux IP pour les applications de transmission de données
- G.1040 Contribution du réseau à la durée des transactions
- G.1050 Modèle de réseau pour l'évaluation de la qualité de transmission multimédia sur protocole Internet IP

## H - Systèmes audiovisuels et multimédias
- H.223 Protocole de multiplexage pour communications multimédias à faible débit
- H.225.0 Protocoles de signalisation d'appel et paquétisation des flux monomédias pour les systèmes de communication multimédias en mode paquet. (Incluait anciennement le RTP)
- H.239 Gestion des rôles et canaux de média additionnels pour les terminaux de la série H.300. (Utilisation du double flux dans les visioconférences, habituellement : l'un pour le direct (la vidéo), le reste pour les présentations (données textes, etc.))
- H.245 Protocole de commande pour communications multimédias
- H.261 Codec vidéo pour services audiovisuels à p x 64 kbit/s (circa 1991)
- H.262 Technologies de l'information - Codage générique des images animées et du son associé: données vidéo (Standard de compression vidéo (texte commun avec la deuxième partie de MPEG-2))
- H.263 Codage vidéo pour communications à faible débit
- H.264 Codage vidéo évolué pour les services audiovisuels génériques  (techniquement aligné avec la partie 10 de MPEG-4)
- H.265 Codage vidéo basé sur une évolution de H.264
- H.320 Systèmes et équipements terminaux visiophoniques à bande étroite
- H.323 Systèmes de communication multimédia en mode paquet
  - Annexe D - Télécopie en temps réel sur systèmes H.323
  - Annexe G - Conversation en mode texte et dispositif d'extrémité textophonique simple
  - Annexe F – Dispositifs d'extrémité simples
  - Annexe J – Sécurisation des dispositifs de l'Annexe F
  - Annexe K – Voie de transport par protocole HTTP des signaux de commande de services dans les réseaux H.323
  - Annexe M1 – Canalisation de la signalisation à l'interface Q (QSIG) dans les réseaux H.323
  - Annexe M2 – Tunnelisation du protocole de signalisation (ISUP) dans les réseaux H.323
- H.324 Terminal pour communications multimédias à faible débit
- H.332 Extension du protocole H.323 aux conférences à faible couplage
- H.450.1 Protocole générique fonctionnel pour le support des services complémentaires dans les systèmes H.323

## I - Réseau numérique à intégration de services (RNIS)
- I.430 Interface au débit de base usager-réseau - Spécification de la couche 1
- I.431 Interface à débit primaire usager-réseau - Spécification de la couche 1

## M -TMNet maintenance des réseaux: systèmes de transmission internationale, circuits téléphoniques, télégraphe, fac-similé et circuits spécialisés
- M.729 Organisation de la maintenance de circuits téléphoniques publics internationaux à commutation utilisés pour la transmission de données

Voir V.51

## O - Spécifications des outils de mesure
- O.153 Paramètres fondamentaux pour la mesure de la qualité de fonctionnement en termes d'erreur aux débits inférieurs au débit primaire

## P - Qualité de la transmission téléphonique, installations téléphoniques, réseaux sur ligne locale
- P.80 Méthodes d'évaluation subjective de la qualité de transmission

Renumérotéé en P.800 en 1996
- P.800 Méthodes d'évaluation subjective de la qualité de transmission

Anciennement P.80.
- P.862 Évaluation de la qualité vocale perçue: méthode objective d'évaluation de la qualité vocale de bout en bout des codecs vocaux et des réseaux téléphoniques à bande étroite
- P.862.2 Extension large bande de la Recommandation P.862 pour l'évaluation des codecs vocaux et réseaux téléphoniques à large bande

## Q - Commutation et signal
- Q.23 Caractéristiques techniques des appareils téléphoniques à clavier, définissant les fréquences vocales
- Q.50 Signalisation entre équipements de multiplication de circuits et centres de commutation internationaux
- Q.140 Spécifications du système de signalisation n° 5 (SS5)
- Q.180 Spécifications du système de signalisation n° 5 (SS5)
- Q.700 Introduction au système de signalisation no 7 du CCITT (SS7)
- Q.701 Description fonctionnelle du sous-système transport de messages du système de signalisation no 7 (ou SS7)
- Q.702 Liaison sémaphore de données
- Q.703 Canal sémaphore
- Q.704 Fonctions et messages du réseau sémaphore
- Q.705 Structure du réseau sémaphore
- Q.706 Fonctionnement attendu en signalisation du sous-système transport de messages
- Q.707 Essais et maintenance
- Q.708 Procédures d'attribution de codes de points sémaphores internationaux
- Q.709 Communication fictive de référence pour la signalisation
- Q.710 Version simplifiée du SSTM applicable à de petits systèmes
- Q.711 Description fonctionnelle du sous-système commande des connexions sémaphores
- Q.712 Définition et fonction des messages du sous-système commande des connexions sémaphores
- Q.713 Formats et codes du sous-système commande des connexions sémaphores
- Q.714 Procédures du sous-système commande des connexions sémaphores
- Q.715 Guide d'utilisation du sous-système commande des connexions sémaphores
- Q.716 Système de signalisation no 7 - Fonctionnement attendu du sous-système commande des connexions sémaphores
- Q.921 Interface usager-réseau du RNIS - Spécification de la couche de liaison de données (RNIS)
- Q.922 Spécification de la couche liaison de données RNIS pour les services supports en mode trame (Q.922-A Procédure de liaison d'accès aux services de transport (LAPF))
- Q.931 Spécification de la couche 3 de l'interface utilisateur-réseau RNIS pour la commande de l'appel de base
- Q.933 Système de signalisation d'abonné numérique no 1 du RNIS - Spécification de la signalisation pour la commande et la surveillance de l'état des connexions virtuelles commutées et permanentes en mode trame

Cette recommandation adopte la plupart des recommandations de la RFC 1490. Elle permet en, relais de trames, d'établir des circuits virtuels commutés sur le modèle de Q.931 dans l'environnement RNIS

## R - Transmission télégraphique
- R M.1172 Abréviations et signaux divers à employer dans les radiocommunications du service mobile maritime. 500 kHz (maritime et aéronautique)

## T - Terminaux pour les services télématiques
- T.0 Classification des télécopieurs destinés à la transmission de documents sur les réseaux publics
- T.1 Normalisation des appareils phototélégraphiques
- T.4 Normalisation des télécopieurs du Groupe 3 pour la transmission de documents
- T.5 Méthodologie de test des équipements de traitement de télécopie du groupe 3 sur le réseau téléphonique public commuté

Ce texte a été approuvé et publié comme Rec. UIT-T G.511, puis renuméroté T.5 le 2002-02-15 sans autre modification
- T.6 Schémas de codage et fonctions de commande de codage de la télécopie pour les télécopieurs du groupe 4
- T.10 Transmission de documents par télécopie sur circuits de type téléphonique loués
- T.10bis Transmission de documents par télécopie sur le réseau téléphonique public commuté
- T.23 Mire couleur normalisée pour les transmissions de documents par télécopie
- T.24 Série normalisée de mires numérisées
- T.30 Procédures pour la transmission de documents par télécopie sur le réseau téléphonique général commuté
- T.31 Commande d'un équipement de terminaison de circuit de données de télécopie en mode asynchrone - Classe de service 1
- T.32 Commande d'un équipement de terminaison de circuit de données de télécopie en mode asynchrone - Classe de service 2

Feuille de route 30.10.1997: Corrigendum
- T.33 Routage des télécopies au moyen de la sous-adresse
- T.35 Procédure d'attribution des codes définis par l'UIT-T pour les facilités non normalisées
- T.36 Capacités de sécurité à utiliser avec les télécopieurs du Groupe 3
- T.37 Procédures pour le transfert de données de télécopie en mode différé sur le réseau Internet
- T.38 Procédures de communication de télécopie du Groupe 3 en temps réel sur les réseaux à protocole Internet
- T.39 Profils d'application pour terminaux voix et télécopie simultanées
- T.42 Méthode de représentation des demi-teintes polychromes en télécopie
- T.43 Représentations d'images demi-tons polychromes et monochromes utilisant l'algorithme de codage sans perte pour la télécopie
- T.44 Contenu de trame graphique mixte
- T.45 Codage des couleurs par plages
- T.50 Alphabet international de référence (ancien alphabet international no 5 ou AI5) - Technologies de l'information - Jeux de caractères codés à 7 bits pour l'échange d'informations
- T.51 Jeux de caractères latins codés pour services de télématique
- T.52 Jeux de caractères codés non latins pour les services de télématique
- T.53 Fonctions de commande à caractères codés pour les services de télématique
- T.60 [Supprimée] Équipement terminal à utiliser dans le service télétex
- T.61 [Supprimée] Répertoire de caractères et jeux de caractères codés pour le service international télétex

Jamais publiée. Supprimée du fait de la suppression du service Teletex
- T.62 Procédures de commande pour le service télétex et le service de télécopie du groupe 4
- T.62bis Procédures de commande pour les services de télétex et de télécopie du groupe 4 établies sur la base des Recommandations X.215 et X.225
- T.63 [Supprimée] Vérification de la conformité des terminaux télétex
- T.64 [Supprimée] Procédures d'essai de conformité pour les Recommandations télétex
- T.66 Codes de télécopie à utiliser dans le cadre des Recommandations V.8 et V.8 bis
- T.70 Service de transport de base indépendant du réseau pour les services de télématique
- T.71 Protocole d'accès à la liaison équilibré (LAPB) étendu pour un service en semi-duplex au niveau physique
- T.80 Composantes communes pour la compression et la communication d'images - Principes de base
- T.81 Technologies de l'information - Compression numérique et codage des images fixes de nature photographique - Prescriptions et lignes directrices
- T.82 Technologies de l'information - Représentation codée des images et du son - Compression progressive des images en deux tons
- T.83 Technologies de l'information - Compression et codage numériques des images fixes à modelé continu: tests de conformité

Cette Recommandation comporte 3 disquettes contenant les données de test de conformité du codeur et du décodeur génériques.
- T.84 Technologies de l'information - Compression et codage numériques des images fixes à modelé continu: extensions
- T.85 Profils d'application pour la Recommandation T.82 - Compression progressive des images en deux tons (schéma de codage JBIG) pour les dispositifs de télécopie
- T.86 Technologies de l'information - Compression numérique et codage des images fixes à modelé continu

enregistrement des profils JPEG, des profils SPIFF, des étiquettes SPIFF, des espaces chromatiques SPIFF, des marqueurs APPn, des types de compression SPIFF et des organismes d'enregistrement (REGAUT)
Feuille de route, février 1999: Corrigendum anglais seulement
- T.87 Technologies de l'information - Compression sans perte et quasi sans perte d'images fixes à modelé continu - Principes

Cette Recommandation comporte une disquette contenant l'implémentation de référence du système de compression sans perte et quasi sans perte JPEG-LS ainsi qu'un ensemble de mires de conformité.
- T.88 Technologies de l'information - Codage avec ou sans perte des images au trait
- T.89 Profils d'application pour la Recommandation T.88 - Codage avec ou sans pertes des images deux tons (JBIG2) pour la télécopie
- T.90 Caractéristiques et protocoles des terminaux applicables aux services de télématique dans le RNIS
- T.100 Échange international d'informations pour le Vidéotex interactif
- T.101 Interfonctionnement international pour les services Vidéotex
- T.102 Protocoles de bout en bout pour le Vidéotex syntaxique pour le RNIS en mode circuit
- T.103 Protocoles de bout en bout pour le Vidéotex syntaxique pour le RNIS en mode paquet
- T.104 Accès en mode paquet pour le Vidéotex syntaxique via le réseau téléphonique public commuté
- T.105 Protocole de couche application pour le Vidéotex syntaxique
- T.106 Cadre des protocoles pour terminaux Vidéotex
- T.107 Service d'interface homme-machine améliorée pour le Vidéotex et autres services de consultation
- T.120 Protocoles de données pour conférence multimédia
- T.Imp120 Revised Implementor's Guide for the ITU-T T.120 Recommandation series
- T.121 Modèle générique d'application
- T.122 Service de communication multipoint - Définition du service
- T.123 Piles de protocoles de données propres au réseau pour conférences multimédias
- T.124 Commande générique de conférence
- T.125 Spécification du protocole du service de communication multipoint
- T.126 Protocole du service multipoint d'imagerie fixe et d'annotation
- T.127 Protocole de transfert multipoint de fichiers binaires
- T.128 Partage d'application multipoint
- T.134 Entité d'application conversationnelle en mode texte
- T.135 Transactions entre système de réservation et utilisateurs dans les conférences T.120
- T.136 Protocole d'application de commande d'équipement distant
- T.137 Gestion de la salle de réunion virtuelle de commande audiovisuelle des conférences multimédias
- T.140 Protocole de conversation en mode texte pour application multimédia
- T.150 Terminaux de télé-écriture
- T.170 Cadre général des Recommandations de la série T.170
- T.171 Protocoles pour les services audiovisuels interactifs: représentation codée des objets multimédias et hypermédias
- T.172 MHEG-5 - Support des applications interactives de niveau de base
- T.173 Représentation des scripts MHEG-3 pour les échanges
- T.174 Interface de programmation d'application pour le système MHEG-1
- T.175 Interface de programmation d'application pour le système MHEG-5
- T.176 Interface de programmation d'application pour la commande et le contrôle de support de stockage numérique
- T.180 Mécanisme d'accès homogène aux services de communication
- T.190 Traitement coopératif des documents - Aperçu général et services de base
- T.191 Traitement coopératif des documents - Édition conjointe synchrone (point à point)
- T.192 Traitement coopératif des documents - Services complexes: édition conjointe synchrone et présentation/examen conjoints de documents
- T.300 Principes généraux de l'interfonctionnement télématique
- T.330 Accès télématique aux systèmes de messagerie de personne à personne
- T.351 Méthode pour la mise en page de télécopie de messages en mode caractère
- T.390 Caractéristiques du service télétex nécessaires à l'interfonctionnement avec le service télex
- T.411 Technologies de l'information - Architecture ouverte des documents et format d'échange: introduction et principes généraux
- T.412 Technologies de l'information - Architecture de document ouverte et format de transfert: structures des documents
- T.413 Technologies de l'information - Architecture de document ouverte et format de transfert: interface abstraite pour la manipulation de documents ODA
- T.414 Technologies de l'information - Architecture de document ouverte et format de transfert: profil de document
- T.415 Technologies de l'information - Architecture de document ouverte et format de transfert: format ouvert d'échange des documents
- T.416 Technologies de l'information - Architecture de document ouverte (ODA) et format de transfert: architecture de contenu de type caractères
- T.417 Technologies de l'information - Architecture de document ouverte et format de transfert: architectures de contenu graphique en points
- T.418 Technologies de l'information - Architecture de document ouverte et format de transfert: architecture de contenu graphique géométrique
- T.419 Technologies de l'information - Architecture de document ouverte et format de transfert: architectures de contenu audio
- T.421 Technologies de l'information - Architecture de document ouverte et format de transfert: structures tabulaires et mise en page tabulaire
- T.422 Technologies de l'information - Architecture de document ouverte et format de transfert: Identification de fragments de document
- T.424 Technologies de l'information - Architecture de document ouverte et format de transfert: relations temporelles et structures non linéaires
- T.431 Transfert et manipulation de documents - Services et protocoles - Introduction et principes généraux
- T.432 Transfert et manipulation de documents - Services et protocoles - Définition du service
- T.433 Transfert et manipulation de documents - Services et protocoles - Spécification de protocole
- T.434 Format de transfert de fichiers binaires pour les services télématiques
- T.435 Transfert et manipulation de documents - Services et protocoles - Définition du service abstrait et procédures pour la manipulation de document avec confirmation
- T.436 Transfert et manipulation de documents - Services et protocoles - Spécification des protocoles de manipulation de documents avec confirmation
- T.441 Transfert et manipulation de documents (DTAM) - Structure d'exploitation
- T.501 Profil d'application de document MM pour l'échange de documents formatés en mode mixte
- T.502 Profil d'application de document PM-11 pour le transfert de documents à structure simple et à contenu caractères sous formes retraitable et formatée
- T.503 Profil d'application de document pour le transfert de documents de télécopie du Groupe 4
- T.504 Profil d'application de document pour l'interfonctionnement vidéotex
- T.505 Profil d'application de document PM-26 pour l'échange de documents à contenu mixte, de structure améliorée, sous formes retraitable et formatée
- T.506 Profil d'application de document PM-36 pour l'échange de structures documentaires étendues et de documents à contenu mixte sous formes retraitable et formatée
- T.510 Vue d'ensemble des Recommandations de la série T.510
- T.521 Profil BT0 d'application de communication pour le transfert de masse de documents sur la base du service de session
- T.522 Profil BT1 d'application de communication pour le transfert de masse de documents
- T.523 Profil d'application de la communication en mode déconnecté no 1 pour l'interfonctionnement vidéotex
- T.541 Profil opérationnel d'application pour l'interfonctionnement vidéotex
- T.561 Caractéristiques des terminaux pour le mode opératoire mixte MM
- T.562 Caractéristiques des terminaux pour le mode retraitable télétex PM 1
- T.563 Caractéristiques des télécopieurs du groupe 4
- T.564 Caractéristiques des passerelles pour l'interfonctionnement vidéotex
- T.571 Caractéristiques des terminaux pour le transfert de fichier de télématique dans le service télétex
- T.611 Interface de communication programmable APPLI/COM pour les services de télécopie du groupe 3, de télécopie du groupe 4, télétex, télex de messagerie électronique et de transfert de fichiers
- T.800 Technologies de l'information - Système de codage d'images JPEG 2000: système de codage noyau
- T.801 Technologies de l'information - Système de codage d'images JPEG 2000: extensions
- T.802 Technologies de l’information - Système de codage d’images JPEG 2000: images JPEG 2000 animées
- T.803 Technologies de l'information - Système de codage d'images JPEG 2000: tests de conformité
- T.804 Technologies de l'information - Système de codage d'image JPEG 2000: logiciels de référence
- T.807 Technologies de l’information - système de codage d’image JPEG 2000: JPEG 2000 sécurisé
- T.808 Technologies de l’information - Système de codage d’images JPEG 2000: outils d’interactivité, interfaces de programmes d'application et protocoles
- T.810 Technologies de l’information - système de codage d’image JPEG 2000: Hertzien
- T.851 Codage d'images fixes UIT-T T.81 (JPEG-1) à l'aide d'un codeur arithmétique alternatif
- T.870 Technologies de l'information - Compression sans perte et quasi sans perte d'images fixes à modelé continu: Extensions
- T.Sup1 Spécification des tests de conformité pour les Recommandations de la série T.170

## V - Communication de données sur un réseau téléphonique
- V.1 Correspondance entre les symboles du calcul binaire et les états significatifs d'un code bivalent.
- V.2 Niveaux de puissance pour la transmission de données sur des circuits téléphoniques.
- V.4 Structure générale des signaux du code pour l'Alphabet international no 5 destiné à la transmission de données orientée-caractères sur le réseau téléphonique public.
- V.5 Normalisation des débits binaires pour transmissions de données synchrones sur le réseau téléphonique général avec commutation. Supprimée car techniquement obsolète.
- V.6 Normalisation des débits binaires pour transmissions de données synchrones sur circuits loués de type téléphonique. Supprimée car techniquement obsolète.
- V.10 Caractéristiques électriques des circuits de jonction dissymétriques à double courant fonctionnant à des débits binaires nominaux jusqu'à 100 kbit/s. Recommandation validée pour la première fois en 1976.
- V.11 Caractéristiques électriques des circuits de jonction symétriques à double courant fonctionnant à des débits binaires jusqu'à 10 Mbit/s. Recommandation validée pour la première fois en 1976.
- V.13 Commande de porteuse simulée. Simulateur de réponse automatique.
- V.15 Utilisation de coupleurs acoustiques pour la transmission de données.
- V.16 Modems pour transmission de données analogiques médicales.
- V.17 Modem à 2 fils pour les applications de télécopie à des débits binaires allant jusqu'à 14 400 bit/s. Protocole utilisant la modulation TCM.
- V.19 Modems pour transmission parallèle de données utilisant les fréquences de signalisation des postes téléphoniques.
- V.20 Modems pour transmission parallèle de données d'application universelle sur le réseau téléphonique général avec commutation. Supprimée car techniquement obsolète.
- V.21 Modem à 300 bit/s duplex normalisé pour usage sur le réseau téléphonique général avec commutation utilisant la modulation AFSK.
- V.22 Modem fonctionnant en duplex à 1 200 bit/s, normalisé pour usage sur le réseau téléphonique général avec commutation et sur les circuits loués à deux fils de type téléphonique de poste à poste utilisant la modulation PSK.
- V.22bis Modem fonctionnant en duplex à 2 400 bit/s, utilisant la technique de la répartition en fréquence et normalisé pour usage sur le réseau téléphonique général avec commutation et sur circuits loués à deux fils du type téléphonique de poste à poste. Extension de V.22 utilisant la modulation QAM.
- V.23 Modem à 600/1 200 bauds normalisé pour usage sur le réseau téléphonique général avec commutation utilisant la modulation FSK.
- V.24 Liste des définitions des circuits de jonction entre l'équipement terminal de traitement de données et l'équipement terminal de circuit de données, validée pour la première fois en 1964. Elle est équivalente à une partie de EIA RS 232 : pour des détails électriques et physiques, voir V.28 et autres.
- V.25 Équipement de réponse automatique et procédures générales pour équipement d'appel automatique sur le réseau téléphonique général commuté, y compris les procédures de neutralisation des dispositifs de réduction d'écho lorsque les appels sont établis aussi bien d'une manière manuelle que d'une manière automatique. Recommandation validée pour la première fois en 1968.
- V.25bis Procédures synchrones et asynchrones de numérotation automatique sur les réseaux commutés. Extension de V.25 utilisant les circuits d'échange définis en V.24 pour des transferts de données classiques. Les formats de commandes sont définis pour les opérations synchrones ou asynchrones et orientées caractères ou bits HDLC.
- V.26 Modem à 2400 bit/s normalisé pour usage sur circuits loués à quatre fils: Recommandation validée pour la première fois en 1968. Elle utilise la modulation PSK.
- V.26bis Modem à 2400/1 200 bit/s normalisé pour usage sur le réseau téléphonique général avec commutation. Extension de V.26 validée pour la première fois en 1972.
- V.26ter Modem fonctionnant en duplex à 2 400 bit/s, utilisant la technique de la compensation d'écho et normalisé pour usage sur le réseau téléphonique général avec commutation et sur circuits loués à deux fils du type téléphonique de poste à poste. Extension de V.26 validée pour la première fois en 1972.
- V.27 Modem à 4800 bit/s avec égaliseur à réglage manuel normalisé pour usage sur circuits loués de type téléphonique. Recommandation validée pour la première fois en 1972. Elle utilise la modulation PSK.
- V.27bis Modem normalisé à 4 800/2 400 bit/s avec égalisation automatique destiné aux circuits loués de type téléphonique. Extension de V.27 validée pour la première fois en 1976. Elle ajoute une vitesse de modulation, compatible avec V.26, de 1 200 bauds pour transporter les données à 2 400 b/s.
- V.27ter Modem normalisé à 4 800/2 400 bit/s destiné au réseau téléphonique général avec commutation. Extension de V.27bis pour utiliser avec des modems téléphoniques.
- V.28 Caractéristiques électriques des circuits de jonction dissymétriques pour transmission par double courant. Recommandation validée pour la première fois en 1972. Avec les spécifications de circuit de V.24 et les connecteurs 25 broches (et les assignations de broches de ISO 2110, il y a une compatibilité avec EIA RS 232.)
- V.29 Modem à 9600 bit/s normalisé pour usage sur circuits loués à quatre fils poste à poste, de type téléphonique: Recommandation validée pour la première fois en 1976. Elle utilise la modulation QAM à 2 400 bauds pour transport synchrone des données à 9 600 b/s. Débits de compatibilité de 7 200 et 4 800 b/s à 2 400 bauds pour des modulations ralenties. Multiplexage des sous-canaux de 7 200, 4 800 et 2 400 b/s valide jusqu'à un ensemble de 9 600 b/s en option. Un dérivé de ce standard est utilisé pour la transmission des facsimilés (fax).
- V.31 Caractéristiques électriques des circuits de jonction pour transmission par simple courant commandés par fermeture de contact.
- V.32 Famille de modems à deux fils fonctionnant en duplex à des débits binaires allant jusqu'à 9 600 bit/s pour usage sur le réseau téléphonique général avec commutation et sur les circuits loués de type téléphonique. Recommandation validée pour la première fois en 1984 pour une famille de communication duplex entre modems téléphoniques analogiques utilisant la modulation QAM à 2 400 bauds pour transporter les données à 9 600, 4 800 ou 2 400 b/s.
- V.32bis Modem fonctionnant en mode duplex à des débits binaires allant jusqu'à 14 400 bit/s pour usage sur le réseau téléphonique général avec commutation et sur les circuits à 2 fils de type téléphonique loués de poste à poste: Extension de V.32  Utilisation d'un débit de compatibilité de 12 kb/s. Ce standard a été amélioré par les manufacturiers de modems pour créer le Standard ad-hoc V.terbo, avec un débit de 19,2 kb/s, proposé pour une standardisation en tant que V.32ter, mais jamais accepté.
- V.34 Standard pour des communications full-duplex allant jusqu'à 28,8 kb/s avec compatibilité pour des débits inférieur selon le modem distant et la qualité de la ligne téléphonique. Ce standard est aussi connu sous le nom V.Fast, pour les modem "pré-standard" appelés V.FC (V.FastClass).
- V.34bis Protocole de communication pour des communications de données en full-duplex jusqu'à 33,6 kb/s entre deux modems téléphoniques analogiques
- V.35 Transmissions de données à 48 kbit/s au moyen de circuits en groupe primaire de 60 à 108 kHz. Supprimé.
- V.36 Modems pour transmission synchrone de données sur circuits utilisant la largeur de bande du groupe primaire (60 à 108 kHz).
- V.40 Indication des erreurs en cas d'utilisation d'appareils électromécaniques. Supprimée car techniquement obsolète.
- V.41 Système de protection contre les erreurs indépendant du code utilisé.
- V.42 Procédures de correction d'erreur pour les équipements de terminaison de circuits de données utilisant la conversion asynchrone/synchrone.
- V.42bis Procédures de compression des données pour les équipements terminaux de circuit de données (ETCD). Recommandation permettant la communication même pour les lignes téléphoniques les plus parasitées. Ratifié par le CCITT en Janvier 1990.
- V.44 Procédures de compression de données.
- V.50 Normes limites de qualité de transmission pour les transmissions de données.
- V.51 Organisation de la maintenance des circuits internationaux de type téléphonique utilisés pour la transmission de données: Publiée en M.729.
- V.52 Caractéristiques des appareils utilisés pour mesurer la distorsion et le taux d'erreur en transmission de données. Remplacée par O.153.
- V.53 Caractéristiques limites pour la maintenance des circuits de type téléphonique utilisés pour la transmission de données.
- V.54 Dispositifs d'essai en boucle pour les modems.
- V.55 Spécification pour un appareil de mesure du bruit impulsif sur les circuits de type téléphonique. Publiée en O.71.
- V.56 Essais comparatifs des modems destinés à être utilisés sur des circuits de type téléphonique.
- V.57 Ensemble complet d'essais de transmission de données aux débits binaires élevés: Remplacée par O.153.
- V.90 Paire modem numérique-modem analogique destinée à être utilisée sur le réseau téléphonique public commuté à des débits allant jusqu'à 56 000 bit/s vers l'aval et 33 600 bit/s vers l'amont. Encodage PCM en descendant et QAM en montant. Le V.90 Mode 2 utilisait également PCM pour le flux montant. Ce standard est aussi connu sous le nom V.Fast, pour les modem "pré-standard" appelés V.FC (V.FastClass). Avant l'arrivée du standard, il y avait deux standards commerciaux en compétition pour des transmissions à 56 kb/s en descendant : X2 et K56flex. K56flex était lui-même une fusion entre K56 et 56flex.
- V.92 Améliorations à la Recommandation V.90. Amélioration du débit montant à 48 kb/s en montant, avec un encodage PCM dans les deux sens.(avec une modulation QAM. Support de la technologie Modem-on-Hold et QuickConnect. QuickConnect permet une réduction des délais de connexion jusqu'à un facteur 2 par rapport aux V.90 (environ 10 secondes contre 20). Modem-on-hold permet au modem de maintenir vivante une connexion de données suspendue pendant un appel vocal simultané, jusqu'à 16 minutes maximum. Les modems V.92 ou adaptables en V.92 sont apparus sur le marché courant 2001. Il s'agit d'une extension de V.90 Mode 2.

## X - Réseaux de données et communication par système ouvert
- X.1 Catégories d'utilisateurs du service international et catégories d'accès des réseaux publics de données et des réseaux numériques à intégration de services
- X.2 Services internationaux de transmission de données et fonctionnalités optionnelles offertes aux utilisateurs des réseaux publics de données et des réseaux numériques à intégration de services
- X.3 Dispositif d'assemblage et désassemblage de paquets dans un réseau public de données
- X.4 Structure générale des signaux du code de l'Alphabet international no 5 pour la transmission de données par caractères sur réseaux publics pour données
- X.20 Interface entre l'équipement terminal de traitement de données (ETTD) et l'équipement de terminaison du circuit de données (ETCD) dans le cas des services avec transmission arythmique sur réseaux publics pour données
- X.20bis Utilisation, sur les réseaux publics pour données, d'équipements terminaux de traitement de données (ETTD) destinés à assurer l'interface de modems duplex asynchrones de la série V
- X.21 Interface entre l'équipement terminal de traitement de données et l'équipement terminal de circuit de données pour fonctionnement synchrone dans les réseaux publics pour données
- X.21bis Utilisation, sur les réseaux publics pour données, d'équipements terminaux de traitement de données (ETTD) destinés à assurer l'interface des modems synchrones de la série V
- X.24 Liste des définitions relatives aux circuits de jonction établis entre des équipements terminaux de traitement de données (ETTD) et des équipements de terminaison du circuit de données (ETCD) sur les réseaux publics pour données
- X.25 Interface entre équipement terminal de traitement de données et équipement terminal de circuit de données pour terminaux fonctionnant en mode paquet et raccordés par circuit spécialisé à des réseaux publics pour données
- X.26 Caractéristiques électriques des circuits de jonction dissymétriques à double courant fonctionnant à des débits binaires nominaux jusqu'à 100 kbit/s

Publié en V.10
- X.27 Caractéristiques électriques des circuits de jonction symétriques à double courant fonctionnant à des débits binaires jusqu'à 10 Mbit/s

Publié en V.11
- X.28 Interface ETTD/ETCD pour équipement terminal de traitement de données arythmique accédant à un dispositif d'assemblage et de désassemblage de paquets dans un réseau public pour données situé dans le même pays
- X.29 Procédures d'échange d'informations de commande et de données d'utilisateur entre deux dispositifs d'assemblage et de désassemblage de paquets ou entre un tel dispositif et un ETTD fonctionnant en mode paquet.

Définition du niveau 4 (Couche Session dans le Modèle OSI) pour les communications X.25. Demande de connexion et paramètres X.3 pour la négociation utilisés dans le protocole X.29.
- X.75 Système de signalisation à commutation par paquets entre réseaux publics assurant des services de transmission de données

Interfaces entre les DCE dans un réseau. Essentiellement pour le transport des messages X.25.
- X.92 Communications fictives de référence pour les réseaux publics synchrones pour données
- X.96 Signaux de progression d'appel dans les réseaux publics de données
- X.110 Principes et plan d'acheminement international pour les réseaux publics de données
- X.121 Plan de numérotation international pour les réseaux de données publiques. (Peut être vu comme la spécification pour les adresses de X.25.)
- X.200 Technologie d'information - Interconnexion des systèmes ouverts - Modèle de référence de base: le modèle de référence de base

Définition du modèle OSI
- X.400 Gestion des services de messages : Survol des systèmes et services de gestion des messages.
- X.500 Technologie d'information - ISO - Domaine : Survol des concepts, modèles et services. Textes Communs avec ISO/CEI
- X.509 Technologie d'information - ISO - Domaine : Clés publiques et framework d'attribution de certificats.
- X.520 Technologie d'information - ISO - Domaine : Types d'attributs sélectionnés
- X.521 Technologie d'information - ISO - Domaine : Classes d'objets sélectionnées
- X.680 (série) - Spécification des syntaxes ASN.1
- X.690 (série) - Règles d'encodage pour ASN.1
- X.700 Frameword de Management pour ISO dans les applications CCITT.
- X.701 Technologie d'information - ISO - Survol des systèmes de management.
- X.800 Architecture de sécurité pour ISO dans les applications CCITT.

## Z - Langages et aspects logiciels généraux pour les systèmes de communication
- Z.200 CHILL - Le langage de programmation de l’UIT-T (À noter que le langage CHILL (CCITT HIgh Level Language, langage du CCITT de haut niveau) est utilisé en France par France Télécom pour la programmation des autocommutateurs du réseau téléphonique public RTC (Réseau téléphonique commuté) et RNIS.)

### Sources
- Liste des recommandations de l'UIT-T